# Tricladium angulatum
Tricladium angulatum är en svampart som beskrevs av Ingold 1942. Tricladium angulatum ingår i släktet Tricladium och familjen Helotiaceae.   Inga underarter finns listade i Catalogue of Life.